# Nowy Sinin
Nowy Sinin (biał. Новы Сінін; ros. Новый Синин) – wieś na Białorusi, w obwodzie mohylewskim, w rejonie mohylewskim, w sielsowiecie Wiendaraż.